# Kaple svatého Jana Nepomuckého (Hradec nad Moravicí)
Kaple svatého Jana Nepomuckého v Hradci nad Moravicí byla postavena v roce 1832 z popudu hradeckého faráře Aloise Leiferta na návsi tehdy samostatné vesnice Podolí (nyní křižovatka Podolské a Zámecké ulice). Je chráněna jako kulturní památka České republiky.
V průčelí kaple jsou instalovány barokní sochy představující sv. Jana Nepomuckého, jemuž byla kaple zasvěcena. Dále je zde umístěna socha sv. Floriána, patrona všech hasičů a socha sv. Šebestiána.
Právě poslední zmiňovaná socha je z těchto třech soch z dnešního pohledu nejvíce zajímavá. Byla zde umístěna z obav před morovou nákazou, která byla v té době velmi rozšířená. Všechny tyto sochy společně s dvěma menšími plastikami andělů pochází z 18. století.
V roce 2007 a 2008 byla kaple za finančního přispění místní samosprávy opravena a původní sochy byly zrekonstruovány.

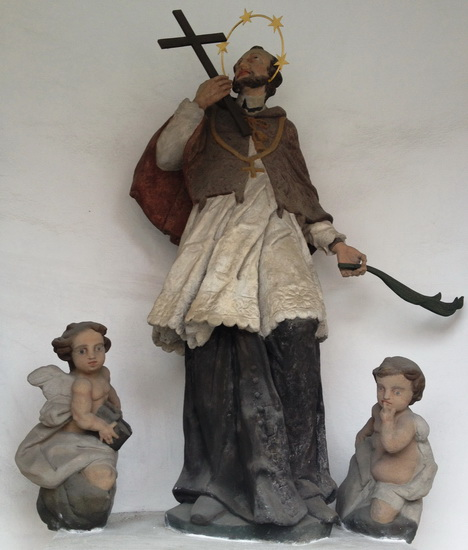
Barokní socha sv. Jana Nepomuckého
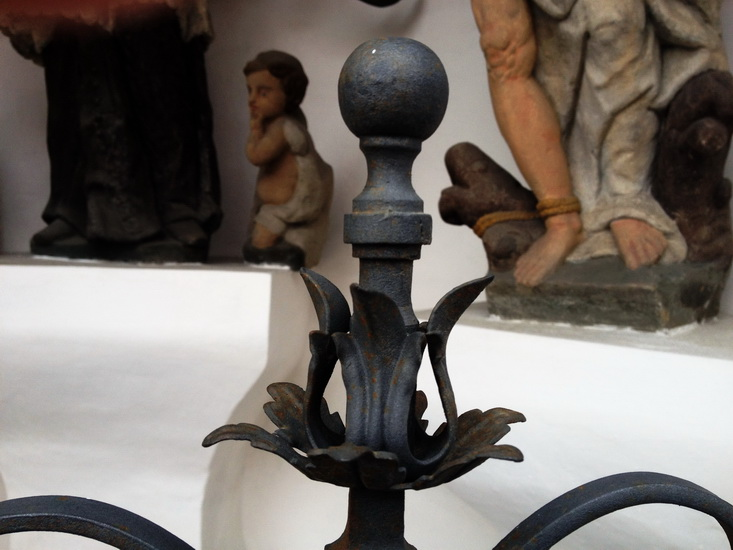
Detail kování v kapli sv. Jana Nepomuckého